# 속기공무원

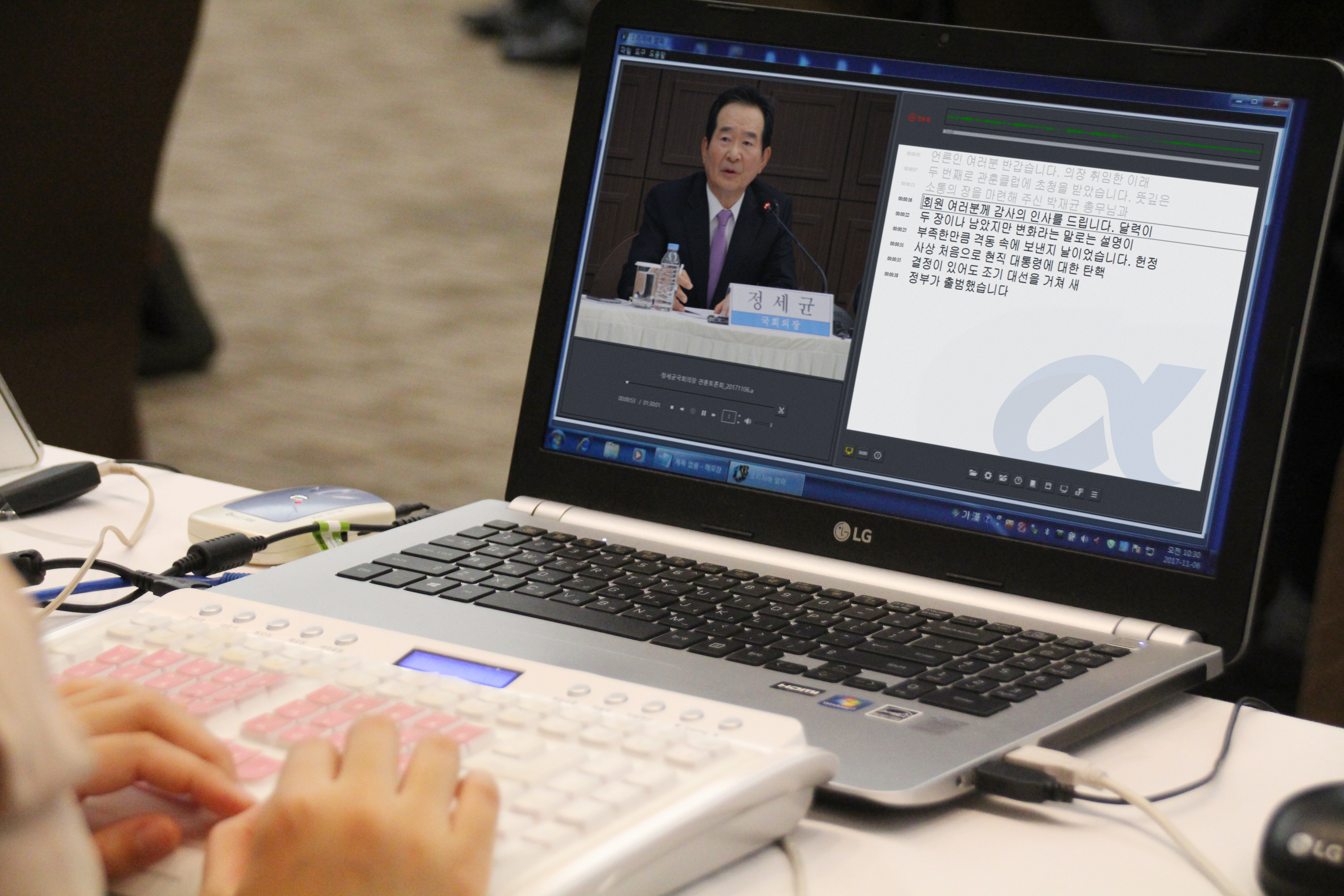

속기사(速記士)는 한자어이며, 빠르고 정확하게 기록하는 사람을 뜻한다. 공무원에 속하며, 대부분 국회나 의회에서 업무를 하고 있다. 주된 업무는 국회(의회)에서 (국회)의원과 의장의 모든 발언과, 국회에서 일어나는 모든 일을 기록하는 것이다.